# Sacro Cuore di Gesù in Prati (församling)
Sacro Cuore di Gesù in Prati är en församling i Roms stift.
Till församlingen Sacro Cuore di Gesù in Prati hör följande kyrkobyggnader och kapell:
- Sacro Cuore di Gesù in Prati
- San Giuseppe ai Prati
- Cappella Istituto Nazareth